# Nanpu Bridge (metrostation)
Nanpu Bridge (南浦大桥; Pinyin: Nánpǔ Dàqiáo) is een station van de metro van Shanghai in het district Huangpu. Het station wordt bediend door lijn 4.
Het ondergronds station ligt aan de kruising van de South Zhongshan Road en Lujiabang Road, aan het noordwestelijk bruggehoofd en de spiraalvormige oprit van de Nanpu Bridge over de Huangpu Jiang. Het station is van op straatniveau bereikbaar via drie verschillende ingangen. Het station bestaat uit twee verdiepingen met telkens een spoor met zijperron voor elke rijrichting van lijn 4. Het onderste niveau ligt op een grote diepte van meer dan 30 meter onder straatniveau vanwege de aanliggende tunnel van het traject onder de rivier.
Het metrostation van Nanpu Bridge werd op 29 december 2007 ingehuldigd. Het is een van de stations die twee jaar later dan het eerste deel van lijn 4 volgden, en dan pas mee de lus sloten. De latere opening is het gevolg van een ernstig werfongeluk bij Dongjiadu Road op 1 juli 2003 ingevolge een breuk in de bekisting van de tunnel en waterinsijpeling uit een aquifer bij de bedding van de Huangpu Jiang tijdens de werken.
← Yishan Road · Shanghai Indoor Stadium · Shanghai Stadium · Dong'an Road · Damuqiao Road · Luban Road · South Xizang Road · Nanpu Bridge · Tangqiao · Lancun Road · Pudian Road · Century Avenue · Pudong Avenue · Yangshupu Road · Dalian Road · Linping Road · Hailun Road · Baoshan Road · Station Shanghai · Zhongtan Road · Zhenping Road · Caoyang Road · Jinshajiang Road · Zhongshan Park · West Yan'an Road · Hongqiao Road → 

Lijnen van de metro van Shanghai: 1 · 2 · 3 · 4 · 5 · 6 · 7 · 8 · 9 · 10 · 11 · 12 · 13 · 14 · 15 · 16 · 17 · 18 · Pujiang Line